# 关中驴
关中驴是优良的大型驴种，因为原产地是中國陕西的关中平原，所以就叫做关中驴。这种驴大多数是黑驴，也有少数的驴的毛色是栗色或者是灰色。这种驴公的大概有350公斤，母的大概有300公斤，性情都很温顺。因为这种驴非常好，所以这种驴经常和其他驴种交配，用来改良其他驴种。